# Tetrahalomethany
Tetrahalomethany jsou zcela halogenované deriváty methanu (všechny čtyři vodíky jsou nahrazeny halogeny), jejich obecný vzorec je CBrkCllFmIn.
Nacházejí se na pomezí mezi anorganickými a organickými sloučeninami a proto pro ně existují systematické názvy podle organického i anorganického názvosloví, například tetrafluormethan - fluorid uhličitý, tetrajodmethan - jodid uhličitý a dichlordifluormethan - dichlorid-difluorid uhličitý.
Každý halogen vytváří odpovídající halomethan, ovšem jejich stabilita klesá v řadě CF4 > CCl4 > CBr4 > CI4 z důvodu klesající energie vazby.
Existují jednoduché tetrahalomethany (CF4, CCl4, CBr4 a CI4) i složené (např. CCl2F2).

## Použití
Fluorované a chlorované, někdy i bromované halomethany se používají jako chladiva.